# Yei jezik
Yei jezik (je, jei, yei-nan, yey; ISO 639-3: jei), jezik porodice južnih-centralnih papuanskih jezika, kojim govori 2 390 ljudi (2001 SIL) u šest sela duž rijeke Maro na indonezijskom dijelu Nove Gvineje.
Klasificira se posebnoj istoimenoj podskupini morehead-upper maro jezika. Ima dva dijalekta: gornji i donji yei. Većina poznaje i jezike Papuanski malajski [pmy] ili marind [mrz].

## Vanjske poveznice
- Ethnologue (14th)
- Ethnologue (15th)